# Nuevoleonia
Nuevoleonia is een geslacht van wantsen uit de familie van de Miridae (Blindwantsen). Het geslacht werd voor het eerst wetenschappelijk beschreven door Schaffner & Carvalho in 1985.

## Soorten
Het genus is monotypisch en bevat alleen de volgende soort:

- Nuevoleonia minuscula Schaffner & Carvalho, 1985